# 1000만번의 키스
'1000만번의 키스'(일본어: 1000万回のキス 잇센만카이노키스[*])는 일본의 가수 쿠라키 마이의 35번째 CD 싱글로 2011년 3월 9일에 노던 뮤직에서 발매되었다.
전작 'SUMMER TIME GONE'에서 약 반년만이 되는 싱글. 악곡은 전작에 이어서 5번째 KOSE 에스프리끄 프레셔스 CM송이 되었다. CM으로의 타이업은 편곡이 다르다.
싱글반은 초회한정반과 통상반의 2형태로의 발매, 게다가 팬 클럽 회원과 Musing 회원 한정으로 발매되는 Musing&FC반도 포함시키며, 실질적으로 3형태로의 발매가 된다. 자켓도 각각 다르다. 초회한정반에는 특전으로 전24페이지의 포토북이 봉입되어있다. Musing&FC반에는 MAI KURAKI SPECIAL PHOTO MOVIE 시청용 URL · QR 코드와, 오리지널 대기 영상 다운로드용 URL · QR 코드가 봉입된다.
작곡을 담당한 오노 아이카는 후에 2013년 12월 발매한 음반 "Silent Passage"에서 셀프 커버를 했다.

## 싱글 수록곡
1. 1000만번의 키스(1000万回のキス) (5:03)
  - 작사: 쿠라키 마이, 작곡: 오노 아이카, 편곡: 하야마 타케시
2. 잘가라는 말은 아직 말하지 말아줘(さよならは まだ言わないで) (4:38)
  - 작사: 쿠라키 마이, 작곡 · 편곡: FOOTBREAD, 기타: 박상현
3. 1000만번의 키스 (Instrumental)
4. 잘가라는 말은 아직 말하지 말아줘 (Instrumental)

## 수록 음반
- OVER THE RAINBOW